# Tool
Tool, as vezes escrito TOOL, é uma banda de rock/metal progressivo norte-americana formada em 1990 em Los Angeles, Califórnia. A banda é constituída pelo baterista Danny Carey, o guitarrista Adam Jones, o vocalista Maynard James Keenan e o baixista Justin Chancellor.
A banda surgiu com um som influenciado pelo heavy metal em seu primeiro álbum, e mais tarde aderiram ao metal alternativo com o lançamento do segundo álbum, Ænima, em 1996. Os seus esforços para unificar a experimentação musical, artes visuais e uma mensagem de evolução pessoal continuou com Lateralus, de 2001, e 10,000 Days, de 2006, oferecendo à banda aclamação e sucesso a nível mundial. Em 2019 é lançado o álbum Fear Inoculum, que recebeu aclamação da crítica.
Devido à incorporação de artes visuais e álbuns relativamente longos e complexos, a banda é geralmente descrita como um grupo com um estilo transcendente, usando de elementos do rock progressivo, rock psicodélico e do art rock. A relação entre a banda e a indústria musical é ambivalente, por vezes marcada por censura pela insistência dos membros da banda em ter privacidade.

## História

### Primeiros anos, EPs e primeiro álbum (1988-1995)
Durante os anos 1980, os membros da futura banda se mudaram para Los Angeles. Adam Jones trabalhou como escultor e designer de efeitos especiais, na qual ele aprendeu a técnica de stop motion, que foi mais tarde usada nos videoclipes da banda. Maynard James Keenan serviu por três anos ao Exército, porém deixou-o para estudar arte, o que depois o levou a fazer design em pet shops. Danny Carrey já fez parte da banda Green Jello e Pygmy Love Circus. Paul D'Amour tentou trabalhar na indústria cinematográfica.
Em 1989, Keenan e Jones se conheceram por um amigo em comum. Depois que Keenan tocou uma gravação de sua antiga banda, Jones ficou tão impressionado com sua voz que eventualmente o chamou para formar sua própria banda. Eles começaram a tocar juntos e estavam procurando um baterista e um baixista. Danny foi apresentado a Adam por Tom Morello, com quem Adam havia tocado baixo em uma banda chamada Electric Sheep. Danny Carey se ofereceu para tocar bateria com Maynard e Adam, pois "sentia pena" dos dois, já que outros músicos que foram convidados não apareciam. A formação da banda foi definida quando um amigo de Jones os apresentou ao baixista D'Amour.
Depois de quase se chamarem Toolshed, eles escolheram simplesmente Tool, pelo fato de quererem que sua música fosse uma "ferramenta" para a compreensão da lacrimologia, a "ciência do choro" como terapia, que consiste em evoluir explorando sua dor física e emocional.
Depois de quase dois anos tocando na área Los Angeles, a banda foi chamada por algumas gravadores, e eventualmente assinaram com a Zoo Entertainment. Opiate foi lançado em 10 de março de 1992. O EP foi descrito pela banda como "slam and bang". Em 1994, Jones disse a Guitar School que as músicas mais pesadas deles foram escolhidas para fazerem parte do EP. O single "Hush" ganhou um videoclipe dirigido por Ken Andrews, da banda Failure, onde todos da banda aparecem amordaçados e nus, com uma placa escrita: "Parental Advisory: Explicit Parts" cobrindo suas nádegas. O videoclipe causou forte polêmica na época, trazendo opiniões contrários ao clipe pela Parents Music Resource Center. Após certo tempo, eles começam a abrir shows para Rollins Band, Rage Against the Machine, Fishbone, White Zombie e Corrosion of Conformity. A faixa Sweat foi adicionada à trilha sonora do filme Fuga de Los Angeles.
Em 6 de abril de 1993, a banda lança o primeiro álbum de estúdio, Undertow. O álbum foi lançado em uma cena musical onde o grunge estava no auge e o pop punk estava começando a se populizar. A banda começou uma nova turnê, como foi planejado. Eles estavam programados para tocar no Garden Pavilion in Hollywood, mas depois descobriram que o local pertencia à Igreja da Cientologia, que foi um choque com a "ética da banda sobre como uma pessoa não deve seguir um sistema de crenças que restringe seu desenvolvimento como ser humano". Keenan passou o show inteiro como "uma ovelha na platéia". O Tool depois tocou em vários concertos, incluindo o Lollapalooza, e depois foram movidos do segundo estágio para o palco principal pelo co-fundador do evento Ted Gardner. No último show do Lollapalooza em Los Angeles, o comediante Bill Hicks apresentou a banda. Na apresentação, ele brincou com a platéia pedindo para ajudá-lo a achar sua lente de contato perdida. A popularidade da banda começou a aumentar com esses concertos, com o álbum ganhando disco de ouro em setembro do mesmo ano e platina em 1995.
Algumas distribuidoras (como a Walmart) censuraram a capa original, que foi trocada por um código de barras gigante. O single "Sober" teve sucesso e ganhou o "Best Video by a New Artist" da Billboard, acompanhado de seu vídeo em stop motion. "Prison Sex" foi lançada como single também, e fez a banda se tornar novamente alvo de censura, com sua letra e clipe que abordam pedofilia. O vídeo foi feito pelo guitarrista Adam Jones, que viu como sua "interpretação surreal" sobre o assunto. O canal de televisão Much considerou o videoclipe obsceno, e depois de um tempo a MTV parou de passar o clipe. Por outro lado, alguns jornalistas elogiam o vídeo e descrevem a letra como "metafórica".
Em setembro de 1995, a banda começou a escrever e gravar o próximo álbum. No mesmo ano, eles sofreram sua única mudança de formação até o momento, com a saída do baixista Paul D'Amour, que decidiu sair da banda para trabalhar em outros projetos, e também porque preferia tocar guitarra do que baixo. Justin Chancellor, membro de uma banda chamada Peach, foi escolhido para substituí-lo entre outros concorrentes, como Scott Reeder do Kyuss, Frank Cavanagh do Filter e Shepherd Stevenson do Pigmy Love Circus.

### Ænima(1996-1997)
O segundo álbum da banda, Ænima, foi lançado em 17 de setembro de 1996. Seu título é a junção das palavras "Anima" (termo criado por Carl Jung) e "Enema" (introdução de água e medicamentos líquidos no organismo por via retal). O álbum foi certificado como platina triplo em 4 de março de 2003. A banda teve ajuda do produtor David Bottrill (que já tinha produzido alguns álbuns do King Crimson), enquanto Jones criou a capa junto com Cam de Leon.
O álbum contém uma capa alternativa dedicada ao comediante Bill Hicks, que tinha morrido dois anos antes do álbum ser lançado. A banda pretendia conscientizar sobre as ideias de Hicks, já que achavam que tinham ideias e conceitos em comum. O refrão da faixa título "Ænema" faz referência a um esboço do álbum Arizona Bay, de Hicks, na qual ele imagina "um dia em que cultura americana seria purificada por um terremoto com a Califórnia caindo no mar".
O primeiro single foi "Stinkfist", e causou polêmica por causa de seu título e sua letra, que fala sobre a prática fisting de uma forma metafórica, tanto que a MTV renomeou a faixa para "Track #1". Em 1997, a faixa foi nomeada para o "Best Music Video" no Grammy Awards.
Uma turnê foi iniciada em 16 outubro de 1996 em Pomona, Califórnia. Em 1997, a banda seguiu para a Europa e para a Austrália. No mesmo ano, foi feita a primeira de muitas "pegadinhas de 1 de abril" relacionadas à banda. Kabir Akhtar, dono da fanpage semi-oficial da banda, "The Tool Page", escreveu que "pelo menos três membros da banda estavam em estado crítico depois de um acidente de ônibus em uma rodovia. A notícia falsa teve repercussão na época, tanto que algumas rádios e até a MTV publicaram sobre isso. Mais tarde, Akhtar postou um pedido de desculpas dizendo que a "página não postará mais essas brincadeiras futuramente".
Eventualmente, a banda voltou aos Estados Unidos e apareceu no Lollapalooza do mesmo ano (onde foram uma das principais atrações do festival, junto com o Korn), na qual foram elogiados pelo The New York Times.
Ænima estreou em segundo lugar na Billboard em outubro de 1997. O álbum foi nomeado para "Best Recording Package" do Grammy Awards. A faixa "Ænema" ganhou o "Best Metal Performance". O álbum aparece em várias listas como um dos melhores de 1996.

### Brigas, projetos,SalivaleLateralus(1997-2005)
No final de 1997, a gravadora Volcano entrou com uma ação contra o Tool, alegando que a banda tinha violado o contrato ao buscar e aceitar ofertas de outras gravadoras. Em resposta, a banda alegou que a gravadora não tinha dado a opção de renovação, e que eles estavam livres para procurar outras gravadoras. Em dezembro de 1998, a banda e a gravadora concordaram em fazer um novo contrato. Em 2000, a banda foi processada pelo seu ex-empresário Ted Gardner, alegando não ter recebido sua comissão de 20%, que terminou com Gardner demitido.
Nesta época, Keenan se juntou à banda A Perfect Circle, que foi fundada pelo técnico de guitarra do Tool, Billy Howerdel, Jones se juntou ao vocalista da banda Melvins, Buzz Osborne, em uma banda chamada Noise Arcade, e Carey tocou bateria com o vocalista da banda Dead Kennedys, Jello Biafra, em projetos paralelos. Quando Keenan se juntou ao A Perfect Circle, houve boatos de que o Tool estava se separando, mas os outros membros ainda estavam trabalhando em um material novo enquanto esperavam Keenan voltar.
Em 2000, o Tool lança o box set Salival, colocando fim nos boatos de que a banda iria terminar. Salival contém duas faixas inéditas ("Merkaba" e "L.A.M.C."), um cover de "No Quarter", do Led Zeppelin, um cover ao vivo da música "You Lied", da banda Peach, e versões ao vivo e alternativas de músicas antigas da banda. As versões de DVD e VHS contêm videoclipes, e a versão de DVD tem um clipe bônus para a música "Hush". Nenhum single foi lançado para o álbum, porém a faixa escondida da música "L.A.M.C.", "Maynard's Dick", tocou nas rádios, e eventualmente seu nome foi trocado para "Maynard's Dead".
Em janeiro de 2001, uma notícia falsa foi lançada dizendo que o Tool iria lançar um álbum chamado Systema Encéphale, com 12 faixas. As notícias falsas foram espalhadas em sites como o Napster. O site foi fortemente criticado pela banda na época, com Keenan dizendo que esses serviços "destroem a cena musical, junto com as gravadoras, artistas e compositores". Um mês depois, a banda revelou (junto com sua lista de faixas) que o nome do novo álbum seria Lateralus.
Em 15 de maio de 2001, o terceiro álbum de estúdio do Tool, Lateralus, é lançado. O álbum marca uma forte mudança musical na banda, saindo das raízes que tinham no metal alternativo e incorporando elementos de art rock e de rock progressivo. O jornal The A.V. Club descreveu Lateralus como um álbum com composições complexas e longas, usando elementos da música do Extremo Oriente e do rock industrial. O álbum foi descrito pela revista Rolling Stone como "uma mistura de Jane's Addiction com o álbum Larks' Tongues in Aspic, do King Crimson".
O álbum se tornou um sucesso mundial, chegando ao primeiro lugar na Billboard 200. "Schism" foi a única canção da banda que alcançou a Billboard Hot 100, ficando na 67ª posição. A canção ganhou a "Melhor Performance de Metal" do Grammy Awards. "Lateralus" foi nomeada como a "melhor canção de metal do século XXI" pela revista Louwdire. Durante a cerimônia do Grammy, o baterista Danny Carey brincou dizendo: "Obrigado aos meus pais por me aturarem, e eu gostaria de agradecer a Satanás", e o baixista Justin Chancellor disse: "Eu gostaria de agradecer ao meu pai por ter feito a minha mãe".
Em agosto de 2001, o Tool fez uma pequena turnê com o King Crimson, uma das maiores influências para a banda. Keenan depois comentou sobre a turnê: "Para mim, estar no palco com King Crimson é como Lenny Kravitz tocando com Led Zeppelin, ou Britney Spears no palco junto com Debbie Gibson". As turnês do álbum terminaram em novembro de 2002.
Em 2005, mais uma "pegadinha de 1 de abril" relacionada à banda foi feita, dizendo que Keenan havia "encontrado Jesus" e que estaria deixando a banda. Kurt Loder, da MTV, chegou a contatar Keenan por e-mail para perguntar sobre o rumor, na qual ele confirmou ser verdade. Mais tarde, Loder o contatou novamente, e Keenan respondeu simplesmente com "heh heh". Em 7 de abril, a banda anunciou em seu site oficial de que a notícia era falsa e de que eles estavam gravando um novo material.

### 10,000 DayseFear Inoculum(2006-presente)

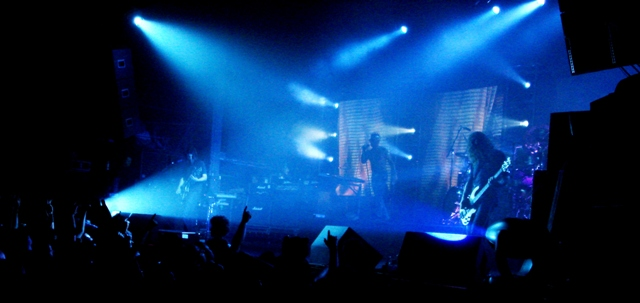
Banda apresentando-se em Barcelona, em 2006.

Detalhes sobre o próximo álbum começaram a surgir, como a influência das bandas Fantômas e Meshuggah, com quem fizeram turnê. Em uma entrevista ao canal MTV, o baterista Danny Carey disse que o novo álbum seria mais "pesado e intenso" que o anterior, Lateralus. Especulações sobre o título do novo álbum foram feitas, porém foram descartadas quando a banda anunciou que o título será 10,000 Days. Ainda assim, algumas especulações continuaram, alegando que 10,000 Days era apenas um álbum para enganar o público. Os rumores acabaram quando uma cópia do álbum foi vazada na internet uma semana antes de seu lançamento oficial.
O primeiro single, "Vicarious", chegou ao segundo lugar da tabela Alternative Songs. 10,000 Days vendeu por volta de 564,000 unidades na primeira semana nos Estados Unidos, e também chegou ao primeiro lugar na Billboard 200. Contudo, o álbum foi menos bem recebido pela crítica em comparação com o anterior, Lateralus.
Ainda em 2006, o Tool fez turnês para promover o álbum, junto com as bandas Isis e Mastodon. Em 15 de junho de 2007, a banda apareceu como atração principal no Bonnaroo Music Festival, com participação especial do guitarrista Tom Morello, da banda Rage Against the Machine, na performance da canção "Lateralus". A faixa "Vicarious" foi nomeada para o "Best Hard Rock Performance" do Grammy Awards. Em 2008, a faixa "The Pot" foi nomeada para a mesma categoria. O álbum venceu o "Best Recording Package".
Em maio de 2007, o baixista Justin Chancellor declarou que a banda provavelmente iria continuar a turnê até o começo de 2008, e que, depois disso, tirariam uma folga.
Até uma ideia de um filme "surreal" sobre a banda foi cogitada pelos membros, porém, a ideia foi abandonada, com o guitarrista Adam Jones declarando que a ideia era "apenas conversa agora".
Em 18 de julho de 2009, o Tool começou sua "turnê de verão", com seu primeiro show no Mile High Music Festival, em Commerce City, Colorado. A banda também fez uma apresentação no Lollapalooza em 8 de agosto em Chicago, e sua turnê terminou no Epicenter Festival, em Pomona, Califórnia, no dia 22 de agosto. Em janeiro e fevereiro de 2012, a banda fez sua "turnê de inverno" nos Estados Unidos e no Canadá. Ainda no mesmo ano, no dia 23 de junho, eles fizeram uma apresentação no Rivers Edge Festival, em Saint Paul, Minnesota. Em 12 de maio de 2013, a banda se apresentou no Ozzfest do Japão. Enquanto isso, Keenan fez turnês com sua banda Puscifer, que ele descreve como ideias musicais que ele não conseguiu explorar com o Tool ou com A Perfect Circle.
Ainda em 2013, Carey disse a uma rádio da Nova Zelândia que o novo álbum poderia ser lançado em algum momento do ano, apesar de Keenan ter dito a uma rádio do Chile que o álbum não viria em 2013. Mais tarde, Carey disse que seria mais provável que o álbum fosse lançado no começo de 2014. Em 6 de março de 2014, Jones disse que o álbum estava completo e que deveria ser lançado no mesmo ano. No dia seguinte, a banda desmentiu a declaração de Jones, dizendo que sua "piada de improviso foi tirada de contexto".
Em 15 de julho de 2014, Carey e Jones disseram à revista Rolling Stone que o principal motivo para o atraso do quinto álbum é um processo em andamento. Carey disse que uma faixa de quase 10 minutos ainda sem título já está pronta, e Jones a descreveu como "muito bem feita".
Em fevereiro de 2015, Jones postou um curta-metragem em sua página no Facebook, em que o baterista do Motörhead, Mikkey Dee, entra em um estúdio onde ambas as bandas estão trabalhando e pergunta a Jones o que ele está fazendo. Jones então responde que o Tool está trabalhando em "algumas músicas". Em março do mesmo ano, ele declarou que a banda ganhou o processo e que eles estão "mais inspirados" para criar do que antes.
Em janeiro de 2016, eles fizeram uma turnê nos Estados Unidos.
Em 2017, foi relatado que Keenan tinha começado a gravar os vocais para o próximo álbum, e mais tarde foi dito que o álbum não seria lançado em 2017. Em março, a banda anunciou uma turnê na América do Norte. Em junho, Chancellor disse que o álbum estava "por volta de 90%", enquanto Carey disse em dezembro que o álbum "definitivamente" seria lançado em 2018.
Em fevereiro de 2018, Jones revelou que Keenan estava trabalhando nas letras do álbum, e que a banda iria começar a gravar em março. Em junho, durante seu discurso de aceitação do prêmio "Icon Award" no Metal Hammer Golden Gods Awards, Keenan disse: "Muito trabalho está sendo feito, muito trabalho já foi feito. Vou deixar registrado agora dizendo que vocês verão músicas novas no ano que vem". Em setembro do mesmo ano, Keenan anunciou em seu Twitter que a produção do novo álbum estava progredindo. Em janeiro de 2019, Keenan disse que havia terminado a gravação de seus vocais para o álbum "há meses". Enquanto isso, Carey disse que o objetivo é lançar o álbum em meados de abril, e, mais tarde, Keenan disse que o álbum provavelmente será lançado entre maio e julho. Em 5 de maio de 2019, a banda estreou duas novas músicas chamadas "Descending" e "Invincible" no festival Welcome to Rockville, em Jacksonville, Flórida. Dois dias depois, a banda confirmou que o álbum será lançado no dia 30 de agosto de 2019. Em 29 de julho, Keenan disse oficialmente que o nome do novo álbum será Fear Inoculum. Em 2 de agosto, a discografia da banda foi disponibilizada nas plataformas digitais de streaming. Em 7 de agosto, a faixa-título do álbum foi lançada como single, a primeira música inédita da banda em 13 anos. O álbum Fear Inoculum foi lançado oficialmente em 30 de agosto.
Em 2020, a faixa-título "Fear Inoculum" foi nomeada para a categoria "Best Rock Song" do Grammy Awards, enquanto a música "7empest" venceu na categoria "Best Metal Performance".
Em 2022 a banda lança o single Opiate², uma regravação da música "Opiate". A nova versão é quatro minutos e meio mais longa do que a original e mantém a mesma letra (com algumas alterações), além de uma nova introdução de baixo, uma seção intermediária instrumental estendida e um novo final instrumental. Para comemorar o 30º aniversário do EP, um curta-metragem em Blu-ray dirigido por Dominic Hailstone foi lançado em 18 de março. O comentário do curta é feito por BenDeLaCreme e Jinkx Monsoon, do RuPaul's Drag Race.

## Estilo musical e influências
Stephen Thomas Erlewine do site AllMusic descreve a banda como uma mistura de um metal obscuro com a ambição do art rock, usando elementos musicais de bandas como Jane's Addiction e de gêneros como grindcore, death metal, thrash metal, rock progressivo e até pós-punk. Patrick Donovan do jornal The Age descreve o Tool como "a banda de metal da pessoa que pensa. Cerebrais e viscerais, macios e pesados, melódicos e abrasivos, delicados e brutais, familiares e estranhos, ocidentais e orientais, bonitos e feios, tenso, porém amplo e épico, são um emaranhado de contradições". O jornal The New York Times aponta semelhanças da banda com o Led Zeppelin nos riffs de guitarra e nos modos do Oriente Médio. O álbum de 2001 Lateralus foi comparado ao álbum Meddle, do Pink Floyd.
Tool é categorizado como uma banda de metal progressivo, metal alternativo, art rock, rock progressivo, art metal, avant-garde metal, post-metal e metal industrial.

### Música
O Tool usa de diversos ritmos de tempo incomuns. Por exemplo, o baixista Justin Chancellor descreve o tempo de "Schism" como "seis" e "seis e meio" e que depois entra em "todos os tipos de tempos". A revista Bass Player descreve seu estilo de baixo como tendo "um tom de mid-range, técnicas no estilo de guitarra e versatilidade elástica". Como exemplo, a revista citou o efeito wah "martelado" usado na música "The Patient".
O baterista Danny Carey usa de técnicas de polirritmia e de tabla, e teve influência de bateristas como John Bonham, Ringo Starr, Stewart Copeland, Bill Bruford, Carl Palmer, Terry Bozzio, Billy Cobham, Louie Bellson, entre outros bateristas do rock, jazz e jazz fusion.
O estilo vocal de Maynard James Keenan já foi comparado com o do vocalista Layne Staley, da banda Alice in Chains, sendo considerado pelo jornal Seattle Post-Intelligencer como o "mais natural para substituir Staley". O jornal The New York Times cita sua capacidade de "dignificar emoções como luxúria, raiva e desgosto, o mel em sua voz adicionando um toque de profundidade".
Segundo a revista Guitar Player, o guitarrista Adam Jones não é focado em nenhum gênero musical, porém usa elementos de música pop, jazz, avant-garde e blues. Além disso, a banda faz uso de forte experimentação instrumental, como, por exemplo, o uso do talkbox na música "Jambi' e do chamado "‘pipe bomb microphone".
A banda coloca ênfase na sonoridade de suas músicas e tenta diminuir o efeito que as letras podem ter na percepção das mesmas. Por exemplo, o uso da sequência de Fibonacci no número de sílabas por linha na letra de "Lateralus" e o uso do metro iâmbico em "Jambi". Keenan quis explorar letras mais pessoais no álbum 10,000 Days, como o próprio nome do álbum e sua faixa título, que fazem referência ao tempo em que sua mãe ficou paralisada por conta de um derrame, em 1976, até sua morte, em 2003.

### Influências
A banda britânica de rock progressivo King Crimson é citada como uma das maiores influências para o Tool. A banda também cita o letrista Peter Sinfield como uma influência. O guitarrista Robert Fripp disse ser um fã da banda, e acrescentou: "Os membros do Tool têm sido generosos o suficiente para sugerir que o [King] Crimson foi uma influência neles. Adam Jones me perguntou se eu poderia detectá-lo em sua música, e eu disse que não podia. Eu posso detectar mais influência do Tool no King Crimson, do que eu posso ouvir King Crimson no Tool". Bandas como Rush, Helmet, Jane's Addiction, the Melvins, Depeche Mode, Joni Mitchell, e a música country também são citadas como influência pelos membros da banda.
Sean Richardson do jornal The Boston Phoenix vê influência do álbum Undertow em bandas como Deftones, System of a Down e Korn, assim como a influência da própria banda no "novo metal". O estilo de vocal de Keenan tem influenciado vocalistas como Pete Loeffler da banda Chevelle, Benjamin Burnley do Breaking Benjamin e Fred Durst do Limp Bizkit.

## Artes visuais
Tool também se destaca por suas artes em seus videoclipes e capas de álbuns. O guitarrista Adam Jones é o diretor de arte e dos videoclipes da banda.

### Videoclipes
A banda possui oito videoclipes oficiais, porém os membros raramente aparecem neles. Keenan diz que o motivo disso é porque "as pessoas se prendem às personalidades envolvidas, em vez de ouvir a música". Em grande maioria, os clipes são feitos na técnica stop-motion. Além de Adam Jones, muitas vezes os vídeos são feitos em colaborações com outros artistas, como Chet Zar, Alex Grey, Meats Meier e Matt Santoro.
Em 1994, a revista Guitar School comentou sobre videoclipe de "Sober": "Uma peça perturbadora de
animação stop-motion e um gênio frio. 'Sober' centra-se em uma dor e um Messias confuso, tentando lidar com um ciclo de raiva, solidão e depressão. Pelo menos é o que achamos que é".
Jones disse que o clipe de "Prison Sex" é "sobre alguém que é sexualmente molestado quando criança e, consequentemente, fica traumatizado. Quando ele fica mais velho, ele libera esse trauma oculto por ele mesmo molestar uma criança. O vídeo é uma interpretação surrealista do círculo involuntário de causa de retribuição por molestamento".
O clipe do single "Vicarious" foi feito usando a tecnologia CGI.

### Capas de álbuns
Adam Jones é responsável pela maioria das capas dos álbuns. A capa do álbum Undertow representa uma caixa torácica esculpida por Jones. Capas dos próximos álbuns foram feitas em colaboração com outros artistas: Ænima foi feita em colaboração com Cam de Leon; Lateralus e 10,000 Days com colaboração de Alex Grey.

### Shows
Tool já apareceu em shows com diversos artistas, como The Melvins e o grupo de artes experimentais Osseus Labyrint, na turnê do álbum Lateralus; entre vários outros em outras turnês. Eles já fizeram covers em shows de músicas de bandas como Led Zeppelin, Kyuss, Peach, Ted Nugent e Ramones.
Shows ao vivo do Tool incluem artes visuais e até performances de atores no palco, e normalmente são feitos em palcos com pouca iluminação, fazendo com que a banda não seja o foco principal do show. Keenan faz sua performance ao lado de Carey em uma plataforma, enquanto Jones e Chancellor ficam na frente do palco. Na maioria das vezes, Keenan não olha para o público nos shows. O designer de vídeos ao vivo da banda, Breckinridge Haggerty, explica que "os espaços escuros são principalmente para Maynard. Muitas das músicas são uma jornada pessoal para ele e ele tem dificuldades com o brilho das luzes quando está tentando reproduzir essas emoções para o público. Ele precisa de um pouco de espaço pessoal e se sente mais confortável nas sombras". Ele também explica que a banda não faz uso de câmeras ao vivo ou de followspot, e que "todo o vídeo é reproduzido. São todos os clipes em loop que não são acompanhados por uma música como um videoclipe. A banda nunca usou nenhum tipo de timecode. Eles sempre garantiram que o vídeo pudesse mudar rapidamente, de uma maneira que pudesse ser improvisada. Essa é uma parte importante da produção. O show nunca é o mesmo duas vezes". Durante os anos, a biblioteca de vídeos acumulados pela banda foi por volta de 6 horas de material, a maior parte dos vídeos foram criados por Adam Jones, sua esposa Camella Grace, Chet Zar, Meats Meier e Breckinridge Haggerty. Parte do material criado por Zar foi lançado em seu DVD Disturb the Normal.

## Integrantes

### Membros atuais
- Danny Carey - bateria (1990-presente)
- Adam Jones - guitarra (1990-presente)
- Maynard James Keenan - vocal (1990-presente)
- Justin Chancellor - baixo (1995-presente)

### Ex-membros
- Paul D'Amour - baixo (1990-1995)

## Discografia

### Álbuns de Estúdio
- Undertow (1993)
- Ænima (1996)
- Lateralus (2001)
- 10,000 Days (2006)
- Fear Inoculum (2019)

### Singles
- Opiate² (2022)

### EP
- Opiate (1992)

## Prêmios e nomeações
Grammy Awards
| Ano  | Trabalho nomeado | Prêmio                                             | Resultado |
| ---- | ---------------- | -------------------------------------------------- | --------- |
| 1997 | Ænima            | Best Recording Package (Adam Jones & Kevin Willis) | Nomeado   |
| 1998 | "Ænema"          | Best Metal Performance                             | Venceu    |
| 1998 | "Stinkfist"      | Best Music Video                                   | Nomeado   |
| 2002 | "Schism"         | Best Metal Performance                             | Venceu    |
| 2007 | 10,000 Days      | Best Recording Package (Adam Jones)                | Venceu    |
| 2007 | "Vicarious"      | Best Hard Rock Performance                         | Nomeado   |
| 2008 | "The Pot"        | Best Hard Rock Performance                         | Nomeado   |
| 2020 | "7empest"        | Best Metal Performance                             | Venceu    |
| 2020 | "Fear Inoculum"  | Best Rock Song                                     | Nomeado   |